# Kvinesdal
Kvinesdal ist eine Kommune in der Provinz Agder in Norwegen. Sie umfasst insgesamt 963 km², Seen und Fjorde mitgerechnet. Kvinesdal zählt 6163 Einwohner (Stand 1. Januar 2025), die auf Norwegisch kvindøl genannt werden.

## Etymologie
Der Name Kvinesdal stammt vom altnorwegischen Hvínisdalr, gebildet aus dem Namen des Fjords Hvínir – heutzutage dem Fedafjord – zu hvína: „kreischen“ oder „quietschen“, und dalr, was „Tal“ bedeutet. Kvina ist heute der Name des Flusses, der durch Kvinesdal fließt und in den Fedafjord mündet.

## Geographie
Die Landfläche der Kommune wird gelegentlich als „Klein-Norwegen“ bezeichnet, da sie die Form des gesamten Festlands von Norwegen widerspiegelt. Im Norden befinden sich mehrere Dörfer und Weiler, wie der ehemalige Bergbauort Knaben, heute ein sehr beliebter Skiort. Die Topographie der Kommune ist von zwei langen Tälern geprägt, die parallel verlaufen. Beide Täler werden von Flüssen durchlaufen, Kvina im Nordwesten und Litleåna im Nordosten. Das Wappen der Kommune stellt den Zusammenfluss beider Flüsse dar.
Im Süden wird das Land flacher und ist daher von Landwirtschaft geprägt. Es ist allerdings vollständig von hohen Bergen umgeben, die erst im Fedafjord auf das Meer treffen. Außer dem kommunalen Verwaltungssitz Liknes, der ungefähr in der Mitte von Kvinesdal gelegen ist, befinden sich in der Kommune zusätzlich zwei weitere Ortschaften mit eigenen Kirchen: Feda und Fjotland.

## Verbindungen mit den USA
Kvinesdal ist besonders bekannt für seine engen Verbindungen mit den USA: im Jahrhundert zwischen 1850 und 1950 wanderte ein beträchtlicher Teil der Einwohner aus der Kommune nach Nordamerika aus. Aus diesem Grund wird im Ort jeden Sommer das sogenannte Aussiedlerfestival (norw.: Utvandrerfestival) gefeiert. Aus keiner anderen Kommune Norwegens stammen so viele amerikanische Staatsbürger pro Einwohner wie aus Kvinesdal.